# Amazzonia (romanzo)
Amazzonia (Amazonia) è un romanzo avventuroso e techno-thriller scritto dall'autore James Rollins nel 2002. È stato pubblicato in italiano da Editrice Nord nel 2004.
È una ripresa contemporanea del tema del mondo perduto.

## Trama
Dopo quattro anni dalla scomparsa di una spedizione medico-scientifica statunitense composta da un gruppo di 30 scienziati in una zona inesplorata della foresta amazzonica, un uomo emaciato e coperto di piaghe arriva dalla giungla, che si presenta davanti agli occhi di padre Garcia, il missionario del villaggio di Wauwai in Amazzonia. L'uomo si accascia ai suoi piedi, esalando poco dopo l'ultimo respiro.
Padre Garcia non poteva sapere che quattro anni prima, quell'uomo, un ex agente delle Forze Speciali, era nella spedizione medico-scientifica di cui si erano perse le tracce. Dalle fotografie del corpo e dalle impronte digitali, la CIA lo identifica come Gerald Clark, la cui carriera era stata stroncata dalla perdita di un braccio durante una missione in Iraq. Adesso, però, Clark ha entrambe le braccia.
Per trovare una spiegazione a un evento così sconvolgente, il governo incarica Nathan Rand, figlio del precedente capo della spedizione dispersa, di organizzare una nuova missione per seguire l'itinerario della prima spedizione che sembra condurre al villaggio di una leggendaria tribù. Nel frattempo il mondo intero rischia l'estinzione causata da una misteriosa epidemia, la cui cura può essere trovata nella giungla. Ma il cuore della giungla nasconde un segreto inviolabile, un segreto che genera paura, follia e morte.

## Edizioni
- James Rollins, Amazzonia, traduzione di Andrea Molinari, Narrativa Nord 199, Nord, 2004,  p. 482, ISBN 978-88-429-1332-0.
- James Rollins, Amazzonia, traduzione di Andrea Molinari, TEADue 1390, TEA, 2006, ISBN 88-502-1197-X.
- James Rollins, Amazzonia, traduzione di Andrea Molinari, TAZAVV, Editori Associati, 2007, ISBN 978-88-502-1461-7.
- James Rollins, Amazzonia, traduzione di Andrea Molinari, Best TEA, TEA, 2010, ISBN 978-88-502-2219-3.